# Un domani
Un domani è un singolo della cantante italiana Annalisa, pubblicato il 24 agosto 2018 come quarto estratto dal sesto album in studio Bye Bye.

## Descrizione
Sesta traccia dell'album, il brano è stato scritto da Annalisa stessa insieme a Mario Fanizzi, Daniele Lazzarin e il rapper Mr. Rain, il quale partecipa anche in qualità di artista ospite. Il testo tratta il tema della consapevolezza dell'inizio di un viaggio nuovo, del mettere tutto in discussione e comprendere i punti fermi della nuova vita; nello specifico racconta la fine di una storia d'amore e sul lasciare anche che il partner viva la propria vita, come indicato da Annalisa:
Una versione remixata del brano è stata inclusa nella riedizione del secondo album di Mr. Rain, Butterfly Effect.

## Promozione
Nel novembre 2021 il singolo è stato presentato dai due artisti nel programma Amici di Maria De Filippi.

## Video musicale
Il video, diretto da Enea Colombi, è stato girato nelle cave marmoree di Carrara e in un laboratorio di lavorazione del marmo. I protagonisti sono vestiti con abbigliamento rigorosamente bianco. Il video è stato pubblicato il 29 agosto 2018 attraverso il canale YouTube della Warner Music Italy.

## Classifiche
| Classifica (2018) | Posizione massima |
| ----------------- | ----------------- |
| Italia            | 36                |